# Boulevard de l'Amiral-Bruix
Boulevard de l'Amiral-Bruix je bulvár v 16. pařížském obvodu. Je součástí tzv. Maršálských bulvárů. Bulvár nese jméno admirála Étienna Eustache Bruixe (1759–1805), ministra námořnictva v roce 1798.
Tento bulvár je jedním ze tří Maršálských bulvárů, které nejsou pojmenovány po maršálu Francie.

## Historie
V letech 1840–1845 byly postaveny kolem Paříže nové hradby. Dnešní bulvár vznikl na místě bývalé vojenské cesty (Rue Militaire), která vedla po vnitřní straně městských hradeb. Tato silnice byla armádou převedena městu Paříži na základě rozhodnutí z 28. července 1859.
V roce 1932 byla severní část Boulevardu Lannes mezi Porte Dauphine a Porte Maillot vyčleněna a vznikl z ní Boulevard de l'Amiral-Bruix.